# Bienal Internacional de Arquitetura de São Paulo
A Bienal Internacional de Arquitetura de São Paulo (BIA) ocorreu pela primeira vez em 1973, procurando ampliar o espaço então disponível na Bienal de São Paulo para a divulgação da arquitetura, repartido até então com as demais formas de artes plásticas.
Organizada pelo Instituto de Arquitetos do Brasil e pela Fundação Bienal de São Paulo, a BIA pretendia seguir o formato padrão de outras bienais internacionais; sua segunda edição, entretanto só veio a ocorrer em 1993. Desde então, tem sido realizada de forma relativamente regular nos anos ímpares (tendo deixado de acontecer em 1995 e 2003). Em 2007 ocorreu sua 7ª edição, com o tema "O público e o privado".
A bienal de arquitetura ocorre no mesmo espaço da Bienal de São Paulo, no parque do Ibirapuera.